# الجامعة التونسية للبريدج
الجامعة التونسية للبريدج (بالفرنسية: Fédération tunisienne de bridge)‏ هي جامعة رياضية تونسية، تشرف على لعبة البريدج في تونس.

## أهداف
تهدف الجامعة إلى:
- تنظيم وتطوير ومراقبة ممارسة لعبة البريدج بمختلف أشكالها على التراب التونسي.
- إدارة وتنسيق أنشطة الجمعيات التي تضم الأعضاء الممارسين للبريدج بمختلف أشكالها.
- الدفاع عن مصالح لعبة البريدج في تونس.

## المسيرون
- الرئيس: المنصف الدغموري
- نائب الرئيس:
- أمين مال:
- الأعضاء:
- الأمين العام:

## عضوية
وهي عضو بالاتحاد الدولي للبريدج والاتحاد الأفريقي للبريدج.

## مقالات ذات صلة
- بريدج

## وصلة خارجية
- الموقع الرسمي للجامعة التونسية للبريدج.